# Geraldine James
| Geraldine James                           | Geraldine James                                                                |
| Kattints az alábbi külső linkek egyikére! | Kattints az alábbi külső linkek egyikére!                                      |
| ----------------------------------------- | ------------------------------------------------------------------------------ |
| Nem található szabad kép.(?)              |                                                                                |
| külső link · jogvédett                    | Dr. Ludmilla Kropotkin szerepében, Az ember, aki túl keveset tudott-ban (1997) |

Geraldine James (OBE) (Maidenhead, 1950. július 6.) angol színésznő. 

## Élete

### Fiatalkora és családja
A berkshire-i Maidenheadben született. A newburyi Downe House leányiskolába járt.
Egy öccse és egy húga volt. Apjuk, Thomas Gerald kardiológus orvos volt. Anyjuk, Annabelle James alkoholista volt, apjuk elvált tőle, amikor Geraldine 14 éves volt.
Küzdelmes évek után az anya a Névtelen Alkoholisták szervezetének segítségével megszabadult szenvedélyétől, rendezte kapcsolatát gyermekeivel és életének utolsó évtizedeit józanul töltötte. Geraldine később úgy nyilatkozott, hogy anyjának példája tanította meg arra, hogy súlyos kudarchelyzetből is eredményesen visszaküzdhetjük magunkat.

### Színészi pályafutása
1973-ban szerzett diplomát a londoni Drama Centre színiiskolában, első szerepeit angliai repertoár-színházakban játszotta. Később játszott a New York-i Broadway színházaiban is. Klasszikus színpadi művekben nyújtott kiemelkedő alakításaiért kivívta a nézők és a kritikusok elismerését. Alkata, szabatos stílusa Vanessa Redgrave alakját idézte.
1976-ban kapta első kisebb filmszerepét. 1977-ben már jelölést kapott a legjobb televíziós színésznőnek járó BAFTA-díjra, a Dummy című tévéfilmben játszott Sandra-alakításáért. Filmszínészi pályája során eddig összesen négy BAFTA-jelölést szerzett (1977, 1984, 1995, 2000).
1982-ben, Richard Attenborough nemzetközi koprodukciójában, a nagyszabású Gandhi filmben James figyelemre érdemes mellékszerepben tűnt fel, mint Mirabehn, a karizmatikus Gandhi (Ben Kingsley) egyik női híve, akinek alakját valós személyről, Madeleine Slade-ről (1892–1982), Sir Edmond Slade brit tengernagy leányáról mintázták.
Brit és amerikai vígjátéki szerepben is remekelt, így Mel Smith 1989-es A nagy balek-jében, mint Carmen, és Jon Amiel 1997-es Az ember, aki túl keveset tudott című kém-komédiájában, mint „Doktor Ludmilla Kropotkin”. A korona ékköve tévésorozatban (1984) és a Band of Gold (1995) sorozatban nyújtott alakítása két újabb BAFTA-jelölést hozott neki.
Az 1989-es Velencei Filmfesztiválon elnyerte a legjobb színésznőnek járó Volpi Kupát a She’s Been Away tévésorozatban nyújtott alakításáért. 1990-ben A velencei kalmár Broadway előadásában (ahol Dustin Hoffman játszotta a címszerepet, Shylockot) Portia szerepében nyújtott kiemelkedő drámai alakításáért elnyerte a Drama Desk Award szakmai díját és jelölték a legjobb női színpadi főszereplőnek járó Tony-díjra is.
Guy Ritchie rendező két Sherlock-filmjében – Sherlock Holmes (2009),  Árnyjáték (2011) – a detektív szigorú és rendszerető házvezetőnőjét, Mrs. Hudsont alakította. 
A 2000-ben sugárzott A hét legfőbb bűn című televíziós drámasorozat összes filmjében szerepelt, Pete Postlethwaite, Caroline Hayes és Frank Finlay társaságában. Alakításért BAFTA-díjra jelölték. 2003-ban kitüntették a Brit Birodalom Rendje tiszti fokozatával (OBE).
Lady Ascotként jelent meg két amerikai Lewis Carroll-filmadaptációban, előbb Tim Burton rendező Alice Csodaországban (2010) című mozifilmjében, valós szereplőként, majd Lady Acsot hangját kölcsönözte az Alice Tükörországban (2016) című mesefilmben. Szerepelt David Fincher A tetovált lány (2011) című thriller-drámájában, Daniel Craig és Christopher Plummer mellett. 2015-ben főszerepet kapott Andrew Haigh rendező 45 év című romantikus drámájában, Charlotte Rampling és Tom Courtenay mellett.
Fontos főszerepet, Marilla Cuthbert gyermektelen nevelőanyát alakította a 2017-től vetített Anne, E-vel a végén! című Netflix kanadai tévésorozat összes filmjében. A Downton Abbey (2019) mozifilmben ő játszotta Mária angol királynét.
Peter Hall színházi és filmrendező úgy jellemezte, hogy Geraldine James az angol klasszikus színpadi színjátszás egyik legkiemelkedőbb személyisége.

### Magánélete
1973-ban, a londoni Drama Centre-beli tanulmányai során ismerkedett meg jövendő férjével, Joseph Blatchley (1948) színinövendékkel, de kapcsolat ekkor még nem alakult ki köztük. Évekkel később a már befutott színésznő és a színházrendező ismét találkozott. Kapcsolatukból 1983-ban egy leányuk született, Eleanor „Ellie” Blatchley. 1986 júniusában a szülők összeházasodtak. A házasság tartósnak bizonyult.

## Filmográfia

### Film
| Év   | Magyar cím                             | Eredeti cím                        | Szerep                      | Magyar hang        |
| ---- | -------------------------------------- | ---------------------------------- | --------------------------- | ------------------ |
| 1979 |                                        | The Dumb Waiter (rövidfilm)        | Sally                       |                    |
| 1980 |                                        | Sweet William                      | Pamela                      |                    |
| 1982 | Gandhi                                 | Gandhi                             | Mirabehn                    | Szegedi Erika      |
| 1989 | A nagy balek                           | The Tall Guy                       | Carmen                      |                    |
| 1989 | Farkasok éjszakája                     | The Wolves of Willoughby Chase     | Mrs. Gertrude Brisket       | Bessenyei Emma     |
| 1991 | Beltenebros                            | Beltenebros                        | Rebecca Osorio              | Fodor Zsóka        |
| 1991 | Spionfióka                             | If Looks Could Kill                | Vendetta Galante            | Menszátor Magdolna |
| 1992 | A híd                                  | The Bridge                         | Mrs. Todd                   | Csampisz Ildikó    |
| 1993 | Semmi gond                             | No Worries                         | Anne O'Dwyer                |                    |
| 1994 |                                        | Words Upon the Window Pane         | Mrs. Henderson              |                    |
| 1996 | Moll Flanders                          | Moll Flanders                      | Edna                        | Virághalmy Judit   |
| 1997 | Az ember, aki túl keveset tudott       | The Man Who Knew Too Little        | Dr. Ludmilla Kropotkin      | Némedi Mari        |
| 2000 | Végzetes végjáték                      | The Luzhin Defense                 | Vera                        | Sára Bernadette    |
| 2000 |                                        | The Testimony of Taliesin Jones    | Tal anyja                   |                    |
| 2001 |                                        | All Forgotten                      | anya                        |                    |
| 2002 | Széttéphetetlen kötelék                | Tom & Thomas                       | Miss Tromp                  | Keönch Anna        |
| 2003 | Felül semmi                            | Calendar Girls                     | Marie                       | Andresz Kati       |
| 2004 | A láz                                  | The Fever                          | Ranyevszkaja                |                    |
| 2009 | Sherlock Holmes                        | Sherlock Holmes                    | Mrs. Hudson                 | Csampisz Ildikó    |
| 2010 | Alice Csodaországban                   | Alice in Wonderland                | Lady Ascot                  | Menszátor Magdolna |
| 2010 | Harc az egyenjogúságért                | Made in Dagenham                   | Connie                      | Andai Györgyi      |
| 2011 | A tetovált lány                        | The Girl with the Dragon Tattoo    | Cecilia Vanger              | Bencze Ilona       |
| 2011 | A tetovált lány                        | The Girl with the Dragon Tattoo    | Cecilia Vanger              | Menszátor Magdolna |
| 2011 | Arthur, a legjobb parti                | Arthur                             | Vivienne Bach               | Menszátor Magdolna |
| 2011 | Sherlock Holmes 2. – Árnyjáték         | Sherlock Holmes: A Game of Shadows | Mrs. Hudson                 | Csampisz Ildikó    |
| 2013 |                                        | Diana                              | Oonagh Shanley-Toffolo      |                    |
| 2014 |                                        | Robot Overlords                    | Monique                     |                    |
| 2015 | 45 év                                  | 45 Years                           | Lena                        | Menszátor Magdolna |
| 2016 | Alice Tükörországban                   | Alice Through the Looking Glass    | Lady Ascot                  | Menszátor Magdolna |
| 2016 | Zsivány Egyes – Egy Star Wars-történet | Rogue One                          | Jaldine Gerams (Kék Hármas) | Andresz Kati       |
| 2017 |                                        | Daphne                             | Rita                        |                    |
| 2017 | Megan Leavey                           | Megan Leavey                       | Dr. Turbeville              | Szórádi Erika      |
| 2017 | Vadállat                               | Beast                              | Hilary Huntington           |                    |
| 2019 | Downton Abbey                          | Downton Abbey                      | Mária királyné              | Kútvölgyi Erzsébet |
| 2020 |                                        | Shakespeare Live: The Tempest      | Prospero                    |                    |
| 2021 | Áldás                                  | Benediction                        | anya                        |                    |

### Televízió

#### Tévéfilm
| Év   | Magyar cím                                | Eredeti cím                                      | Szerep                 | Magyar hang        |
| ---- | ----------------------------------------- | ------------------------------------------------ | ---------------------- | ------------------ |
| 1977 |                                           | Dummy                                            | Sandra                 |                    |
| 1980 | Nyavalyás kölykök                         | Bloody Kids                                      | Ritchie felesége       |                    |
| 1994 |                                           | The Healer                                       | Dr. Mercedes Honeysett |                    |
| 2002 | Bűn és bűnhődés                           | Crime and Punishment                             | Pulcheria              | Menszátor Magdolna |
| 2002 | Őrangyal a jövőből                        | An Angel for May                                 | Susan Higgins          |                    |
| 2002 | A sátán kutyája                           | The Hound of the Baskervilles                    | Mrs. Mortimer          | Andai Györgyi      |
| 2003 |                                           | Hearts of Gold                                   | Elizabeth Powell       |                    |
| 2003 | Hans Christian Andersen: Életem története | Hans Christian Andersen: My Life as a Fairy Tale | Hans anyja             | Bessenyei Emma     |
| 2006 |                                           | A Harlot’s Progress                              | Needham anya           |                    |
| 2007 | A klastrom titka                          | Northanger Abbey                                 | Jane Austen (hangja)   |                    |
| 2008 | Nyakig a pácban                           | Caught in a Trap                                 | Joyce Perkins          | Agócs Judit        |
| 2008 |                                           | Heist                                            | Joanna, az ágyas       |                    |

#### Sorozat
| Év        | Magyar cím                         | Eredeti cím                                  | Szerep                                                | Megjegyzések                                                                                |
| --------- | ---------------------------------- | -------------------------------------------- | ----------------------------------------------------- | ------------------------------------------------------------------------------------------- |
| 1976      |                                    | The Sweeney                                  | Shirley Glass                                         | 1 epizód                                                                                    |
| 1978      |                                    | Crown Court                                  | Julie Gilmour / Judy Gilmour                          | 3 epizód                                                                                    |
| 1981      |                                    | The History Man                              | Barbara Kirk                                          | minisorozat (4 epizód)                                                                      |
| 1982      |                                    | I Remember Nelson                            | Lady Emma Hamilton                                    | 3 epizód                                                                                    |
| 1984      | A korona ékköve                    | The Jewel in the Crown                       | Sarah Layton                                          | minisorozat (12 epizód)                                                                     |
| 1985      |                                    | Blott on the Landscape                       | Lady Maud Lynchwood                                   | minisorozat (6 epizód)                                                                      |
| 1989–1994 |                                    | Screen One                                   | Harriet Ambrose / Alice / Mrs. Dewey / Sarah Williams | - 4 epizód - magyar hangja: - Frajt Edit (Mrs. Dewey) - Menszátor Magdolna (Sarah Williams) |
| 1991      |                                    | Inspector Morse                              | Helen Field                                           | 1 epizód                                                                                    |
| 1991      |                                    | Stanley and the Women                        | Dr. Trish Collings                                    | minisorozat (4 epizód)                                                                      |
| 1994      |                                    | In Suspicious Circumstances                  | Dr. Irene Gayus                                       | 1 epizód                                                                                    |
| 1995–1997 |                                    | Band of Gold                                 | Rose Garrity                                          | 18 epizód                                                                                   |
| 1997      | Rebecca – A Manderley-ház asszonya | Rebecca                                      | Beatrice                                              | - minisorozat (2 epizód) - magyar hangja: - Csere Ágnes                                     |
| 2000      | A hét legfőbb bűn                  | The Sins                                     | Gloria Green                                          | minisorozat (7 epizód)                                                                      |
| 2002      |                                    | White Teeth                                  | Joyce Malfen                                          | minisorozat 3 epizód)                                                                       |
| 2003      | Államérdek                         | State of Play                                | Yvonne Shaps                                          | minisorozat (2 epizód)                                                                      |
| 2004      | Szeret, nem szeret                 | He Knew He Was Right                         | Lady Rowley                                           | minisorozat (3 epizód)                                                                      |
| 2004      | Boszorkák                          | Hex                                          | Lilith Hughes / Lillith Hughes                        | 3 epizód                                                                                    |
| 2004      | Angolkák                           | Little Britain                               | Mrs. Pincher                                          | 4 epizód                                                                                    |
| 2006      | Agatha Christie: Poirot            | Agatha Christie's Poirot                     | Helen Abernethie                                      | - 1 epizód (Temetni veszélyes) - magyar hangja: - Hámori Ildikó                             |
| 2006      |                                    | Jane Hall                                    | Lorraine Hall                                         | 5 epizód                                                                                    |
| 2006      | Az ókori Róma tündöklése és bukása | Ancient Rome: The Rise and Fall of an Empire | Cornelia                                              | minisorozat                                                                                 |
| 2006      | A csodálatos Mrs. Pritchard        | The Amazing Mrs Pritchard                    | Hilary Rees-Benson                                    | 5 epizód                                                                                    |
| 2007      |                                    | The Time of Your Life                        | Eileen                                                | minisorozat (6 epizód)                                                                      |
| 2008      | Az utolsó ellenség                 | The Last Enemy                               | Barbara Turney                                        | minisorozat (5 epizód)                                                                      |
| 2008      |                                    | Little Britain USA                           | Celia                                                 | 4 epizód                                                                                    |
| 2011      | Kisvárosi gyilkosságok             | Midsomer Murders                             | Miranda Bedford                                       | 1 epizód                                                                                    |
| 2011      |                                    | Planet of the Apemen: Battle for Earth       | narrátor (hangja)                                     | minisorozat (2 epizód)                                                                      |
| 2013–2014 |                                    | Utopia                                       | Milner                                                | 8 epizód                                                                                    |
| 2015      |                                    | Black Work                                   | Carolyn Jarecki                                       | minisorozat (3 epizód)                                                                      |
| 2016      | Harlan Coben bemutatja: Az ötödik  | The Five                                     | Julie Wells                                           | minisorozat (10 epizód)                                                                     |
| 2017      |                                    | Uncle                                        | Jane                                                  | 1 epizód                                                                                    |
| 2017–2019 | Anne otthonra talál                | Anne with an E                               | Marilla Cuthbert                                      | főszereplő (27 epizód) - magyar hangja: - Kiss Mari                                         |
| 2019–2021 |                                    | Back to Life                                 | Caroline                                              | 12 epizód                                                                                   |
| 2020–2021 | A szörnyetegnek meg kell halnia    | The Beast Must Die                           | Joy                                                   | 5 epizód                                                                                    |

## Elismerései, díjai
- 1977: Jelölték a legjobb színésznőnek járó BAFTA-díjra, a Dummy filmbéli alakításért.
- 1984: Jelölték a legjobb színésznőnek járó BAFTA-díjra, A korona ékköve-beli alakításért.
- 1989: Elnyerte a Velencei Filmfesztiválon a legjobb színésznőnek járó Volpi-díjat, Screen One sorozat She’s Been Away c. filmjében nyújtott alakítasáért.[9]
- 1990: Elnyerte a New York-i Drama Desk Award színházi díjat, A velencei kalmár-ban nyújtott kiemelkedő színpadi színésznői teljesítményéért.
- 1990: jelölték a legjobb színpadi színésznőnek járó Tony-díjra, A velencei kalmár-ban nyújtott alakításáért.
- 1995: jelölték a BAFTA-díj legjobb televíziós színésznőnek járó fokozatára, a Band of Gold sorozatban nyújtott teljesítményéért.
- 2000: jelölték a BAFTA-díj legjobb televíziós színésznőnek járó fokozatára, A hét legfőbb bűn sorozatban nyújtott alakításáért.
- 2003: kitüntették a Brit Birodalom Rendjével (OBE).
- 2018: elnyerte a legjobb női drámai mellékszereplőnek járó Canadian Screen Awards díjat, az Anne, E-vel a végén! c. filmben nyújtott alakításáért.[10]